# Montmeyran
Montmeyran är en kommun i departementet Drôme i regionen Auvergne-Rhône-Alpes i sydöstra Frankrike. Kommunen ligger i kantonen Chabeuil som tillhör arrondissementet Valence. År 2022 hade Montmeyran 2 964 invånare.

## Befolkningsutveckling
Antalet invånare i kommunen Montmeyran
Referens:INSEE